# Avro Anson
O Avro Anson foi uma aeronave britânica que serviu a Royal Air Force, a Fleet Air Arm, a Real Força Aérea Canadiana e outras forças aéreas por todo o mundo, antes, durante e após a Segunda Guerra Mundial. Desenvolvido a partir do Avro 652, o Anson, cujo nome vem do almirante britânico George Anson, foi desenvolvido para reconhecimento aéreo, mas foi considerado rapidamente obsoleto para esta missão. Após isto encontrou-se um novo papel para o avião, que passaria a desempenhar a missão de aeronave de treino. Em 1952, quando a produção cessou, mais de 11 000 unidades tinham sido produzidas em nove variantes diferentes.

## Variantes
A principal variante do Anson foi a Mk I, com 6,704 unidades produzidas na Grã-Bretanha. A outras variantes diferiam principalmente em suas motorizações que eram construídas localmente no Canadá e equipavam as unidades produzidas neste país. Com a escassez de aço, 1,051 unidades do Anson Mk V fabricadas no Canadá receberam fuselagem de madeira compensada tipo MDF.
| Variante      | Característica | Nº produzido    |
| ------------- | --- | --------------- |
| MK I          | Motorizado com dois Armstrong Siddeley Cheetah IX de 350 hp (261 kW) ou XIX de 395 hp (295 kW) | 6,688           |
| MK II         | Construídos no Canadá e motorizados com dois Jacobs L-6MB R-915 de 330 hp (246 kW) e equipados com trem de pouso com retração hidráulica em substituição ao sistema manual do Anson I | 1,401           |
| MK III        | Anson Mk I convertidos no Canadá para utilizarem motores L-6MB R-915 de 330 hp (246 kW) | 432             |
| MK IV         | Mk I convertido no Canadá para utilizar motores Wright R-975 Wirlwind | 1               |
| MK V          | Produzidos no Canadá para treinamento de navegadores; motorizados com dois Pratt & Whitney R-985 Wasp Junior de 450 hp (336 kW) e recebendo uma nova fuselagem monocoque de madeira desenvolvida nos Estados Unidos | 1,069           |
| MK VI         | Versão de treinamento para artilheiros e bombardeadores construído no Canadá; motorizado por dois Wasp Junior de 450 hp (336 kW) | 1               |
| MK X          | Anson Mk I convertidos para Mk X | 104             |
| MK XI         | Anson Mk I convertidos para Mk XI | 90              |
| MK XII        | 20 Anson Mk I convertidos em Mk XII e mais 221 convertidos nos novos Mk XII | 241             |
| MK XIII       | Treinador de artilharia motorizado por dois Cheetah XI ou XIX | Nunca produzido |
| MK XIV        | Treinador de artilharia motorizado por dois Cheetah XV | Nunca produzido |
| MK XVI        | Treinador de navegação | Nunca produzido |
| MK XV         | Treinador de bombardeamento | Nunca produzido |
| C 19          | Variante de transporte e comunicação construídos para a RAF | 264             |
| T 20          | Treinador de navegação para a RAF; uma variante do Mk XIX para atender a Especificação do Ministério do Ar T.24/46 para um treinador de navegação ultramarino, para um piloto, dois operadores sem fio (um aprendiz e um instrutor) e cinco posições de navegação (três aprendizes e dois instrutores). Usado para treino de bombardeamento e navegação na Rodésia do Sul | 60              |
| T 21          | Treinador de navegação para a RAF; uma variante do Mk XIX para atender a Especificação do Ministério do Ar T.25/46 para um treinador de navegação, para um piloto, dois operadores sem fio (um aprendiz e um instrutor) e cinco posições de navegação (três aprendizes e dois instrutores). Um protótipo voou em maio de 1948                                             | 252             |
| C.21          | Modificação dos T 21 para operações de transporte e comunicação | 252             |
| T 22          | Treinador de rádio para a RAF; uma variante do Mk XIX para atender a Especificação do Ministério do Ar T.26/46, um piloto e quatro estações de operação sem fio (três para aprendizes e uma para o instrutor); um protótipo voou em junho de 1948 | 54              |
| Anson 18      | Desenvolvido do Avro Nineteen e vendidos para Força Aérea Real Afegã para missões de comunicação, patrulha policial e vigilância aérea | 12              |
| Anson 18C     | Treinador civil produzido para o Governo Indiano | 13              |
| Avro Nineteen | Transportador civil produzido em duas séries (também conhecido como Anson XIX) | 56              |
| AT-20         | Designação militar dos Estados Unidos do Anson II produzido no Canadá para a Força Aérea do Exército dos Estados Unidos | 50              |